# Tobis
Tobis (latin Ammodytidae der betyder sanddykker. Folkemunde sandål) er en familie under pigfinnefiskene.
Der er flere arter af tobis og de bliver typisk 15-20 cm lange. Det er en bundfisk, der foretrækker ret grov sandbund, som de kan grave sig ned i. Dens æg klæber til sandkornene. Tobis lever først og fremmest af vandlopper og er selv en vigtig del af fødegrundlaget for mange større fiskearter.
Tobisen svømmer kun frit omkring i sommerperioden og derfor foregår tobisfiskeriet fra maj til juli, hvor den fanges som industrifisk til produktion af fiskemel og fiskeolie. Mellem en tredjedel og halvdelen af danske fiskefangster består af tobis, og Danmark står for 90% af tobisfiskeriet i EU.  Tobisen er et grundlæggende led i Nordsøens fødekæde, og fiskeriet har derfor konsekvenser for bestandene af en række fisk, havpattedyr og havfugle. En række forskere mener således, at det intensive tobisfiskeri er inkompatibelt med genopretningen af torsk til sunde bestandsstørrelser svarende til i 1950erne.

## Klassifikation
Familie: Ammodytidae (Tobisfamilien)
- Slægt: Ammodytes
  - Ammodytes americanus
  - Ammodytes dubius (Nordlig tobis)
  - Ammodytes hexapterus (Stillehavstobis)
  - Ammodytes marinus (Havtobis)
  - Ammodytes personatus
  - Ammodytes tobianus (Kysttobis, Sandgrævling)[3]
- Slægt: Ammodytoides
  - Ammodytoides gilli
  - Ammodytoides kimurai
  - Ammodytoides leptus
  - Ammodytoides pylei
  - Ammodytoides renniei
  - Ammodytoides vagus
- Slægt: Bleekeria
  - Bleekeria kallolepis
  - Bleekeria mitsukurii
  - Bleekeria viridianguilla
- Slægt: Gymnammodytes
  - Gymnammodytes capensis
  - Gymnammodytes cicerelus (Middelhavsnøgentobis)
  - Gymnammodytes semisquamatus (Nøgentobis)
- Slægt: Hyperoplus
  - Hyperoplus immaculatus (Uplettet tobiskonge)
  - Hyperoplus lanceolatus (Plettet tobiskonge)
- Slægt: Lepidammodytes
  - Lepidammodytes macrophthalmus
- Slægt: Protammodytes
  - Protammodytes brachistos
  - Protammodytes sarisa